# St. John's College (Annapolis/Santa Fé)
St. John's College é uma faculdade de artes liberais particular com campus duplo em Annapolis, Maryland, e Santa Fé, Novo México. É conhecida pelo currículo de Grandes Livros. St. John's não tem afiliação religiosa.
St. John afirma ser uma das mais antigas instituições de ensino superior dos Estados Unidos como instituição sucessora da King William's School, uma escola preparatória fundada em 1696; a instituição atual recebeu uma carta colegiada em 1784. Em 1937, St. John's adotou um currículo de Grandes Livros baseado na discussão de obras do cânone ocidental de obras filosóficas, religiosas, históricas, matemáticas, científicas e literárias.
A faculdade concede apenas um diploma de bacharel, em Artes Liberais. Dois cursos de mestrado estão disponíveis no instituto de pós-graduação da faculdade: um em Artes Liberais, que é uma versão modificada do currículo de graduação (diferindo principalmente pelo fato de os alunos de pós-graduação não estarem restritos a uma sequência definida de cursos) e um nos Clássicos Orientais, que aplica a maioria dos recursos do currículo de graduação (seminários, preceptórios, estudo de idiomas e uma sequência de cursos) a uma lista de obras clássicas da Índia, China e Japão. O Master of Arts em Clássicos Orientais está disponível apenas no campus de Santa Fé.